# Кеббелл, Тоби
То́биас А́листер П. Ке́ббелл (англ. Tobias Alistair P. Kebbell; род. 9 июля 1982, Понтефракт, Йоркшир, Англия) — английский актёр, известный по фильмам «Ботинки мертвеца», «Рок-н-рольщик», «Принц Персии: Пески времени», «Ученик чародея», «Боевой конь», «Гнев Титанов», «Мастер побега», «Варкрафт», «Золото» и «Бен-Гур».

## Ранние годы
Кеббелл родился в графстве Йоркшир. Вырос в Ноттингемшире, где посещал Newark Academy. Ходил в католическую начальную школу.

## Карьера
Кеббелл учился актёрскому мастерству в Central Junior Television Workshop, в Ноттингеме, Великобритания. В кино его впервые заметили, когда Шейн Медоуз взял его на роль Энтони в фильме «Ботинки мертвеца». Среди спектаклей, в которых играл Кеббелл: «Макбет» Шекспира, «Враги» Максима Горького, «Конец путешествия».
Наиболее удачной была признана его роль менеджера группы Joy Division Роба Греттона в биографическом фильме «Контроль» о жизни Иэна Кёртиса. За роль в этом фильме он взял награду — «Лучший актёр второго плана» на 10-й церемонии British Independent Film Awards в ноябре 2007 года.
Также снимался в фильме «Александр» Оливера Стоуна и «Матч Пойнт». Вуди Аллен пригласил его на прослушивание после того, как увидел его игру в «Ботинках мертвеца». В 2008 году он появился в Фильме «Рок-н-рольщик» Гая Ричи. Для участия в картине актёр научился играть на пианино.
В 2010 году отметился сразу в двух крупных блокбастерах — «Принц Персии: Пески времени» (в роли принца Гарсива) и «Ученик чародея» (Дрейк Стоун). В 2011 году Кеббел сыграл в фильме Стивена Спилберга «Боевой конь» и в сериале «Черное зеркало». В 2012 году — в фильме «Гнев титанов». В 2013 году — в криминальном триллере «Советник» Ридли Скотта вместе с Майклом Фассбендером, Пенелопой Крус, Кэмерон Диас, Хавьером Бардемом и Брэдом Питтом, а также в мини-сериале «Мастер побега».
В 2014 году Кеббелл исполнил роль обезьяны Кобы в фильме «Планета обезьян: Революция». В 2015 году вышел фильм «Фантастическая четверка», в котором Кеббелл исполнил роль злодея, Виктора фон Дума. В 2016 году вышел фильм-фэнтези «Варкрафт», снятый по одноимённой компьютерной игре, в котором Кеббелл сыграл орка Дуротана, благородного вождя клана Северного Волка. В том же году вышли фильмы «Бен-Гур», «Голос монстра» и «Золото» при участии Тоби Кеббелла. В 2017 году актёра можно было увидеть в картинах «Конг: Остров черепа» и «Планета обезьян: Война», а в 2018 году — в главной роли в боевике Роба Коэна «Ограбление в ураган». В 2019 года вышел триллер «Время возмездия», в котором он исполнил одну из главных ролей.

## Личная жизнь
В феврале 2009 года стало известно, что Кеббелл встречается с Рузваной Башир, бывшим президентом Оксфордского Союза, с которой он познакомился на одной из вечеринок журналиста Эндрю Нила.
В 2014 году Тоби познакомился с Ариэль Уайэт и вскоре они начали встречаться. Пара поженилась 15 апреля 2020 года. У них один общий ребёнок — дочь Офелия Кеббелл, 2021 года рождения.

## Фильмография
| Год  | Русское название            | Оригинальное название               | Персонаж                 |
| ---- | --------------------------- | ----------------------------------- | ------------------------ |
| 2023 | Ради всего человечества     | For all mankind                     | Майлз                    |
| 2020 | Превращение                 | Becoming                            | Алекс                    |
| 2020 | Бладшот                     | Bloodshot                           | Мартин Эйкс              |
| 2019 | Дом с прислугой             | Servant                             | Шон                      |
| 2018 | Время возмездия             | Destroyer                           | Силас                    |
| 2018 | Ограбление в ураган         | The Hurricane Heist                 | Уилл                     |
| 2017 | Планета обезьян: Война      | War for the Planet of the Apes      | Коба                     |
| 2017 | Конг: Остров черепа         | Kong: Skull Island                  | майор Чэпмен, Кинг-Конг  |
| 2016 | Песчаный замок              | Sand Castle                         | сержант Бейкер           |
| 2016 | Голос монстра               | A Monster Calls                     | отец Коннора             |
| 2016 | Золото                      | Gold                                | Дженнингс                |
| 2016 | Бен-Гур                     | Ben-Hur                             | Мессала                  |
| 2016 | Варкрафт                    | Warcraft                            | Дуротан, Антонидас       |
| 2015 | Мизинец Будды               | Buddha’s Little Finger              | Пётр Пустота/ Pyotr Void |
| 2015 | Фантастическая четвёрка     | Fantastic Four                      | Виктор фон Дум / Дум     |
| 2014 | Планета обезьян: Революция  | Dawn of the Planet of the Apes      | Коба                     |
| 2013 | Мастер побега               | The Escape Artist                   | Лайам Фойл               |
| 2013 | Группировка «Восток»        | The East                            | Док                      |
| 2013 | Советник                    | The Counselor                       | Тони                     |
| 2012 | Гнев титанов                | Wrath of the Titans                 | Агенор                   |
| 2011 | Чёрное зеркало              | Black Mirror                        | Лиам                     |
| 2011 | Боевой конь                 | War Horse                           | солдат Джорди            |
| 2011 | Ветеран                     | The Veteran                         | Миллер                   |
| 2010 | Ученик чародея              | Sorcerer’s Apprentice               | Дрейк Стоун              |
| 2010 | Принц Персии: Пески времени | Prince of Persia: The Sands of Time | Принц Гарсив             |
| 2009 | Шери                        | Chéri                               | Патрон                   |
| 2008 | Рок-н-рольщик               | RocknRolla                          | Джонни Фунт              |
| 2007 | Контроль                    | Control                             | Роб Греттон              |
| 2006 | Дикость                     | Wilderness                          | Каллем                   |
| 2005 | Макбет                      | Macbeth                             | Малколм                  |
| 2005 | Матч Пойнт                  | Match Point                         | Полицейский              |
| 2004 | Александр                   | Alexander                           | Павсаний                 |
| 2004 | Ботинки мертвеца            | Dead Man’s Shoes                    | Энтони                   |